# 四季の家
『四季の家』は、NHKで1974年10月9日から1975年2月26日まで放送されたテレビドラマ。脚本は橋田壽賀子。

## 概要
曾祖母、祖母、母、娘の、四季の付く名前を持つ四世代の女性が暮らす家庭の日常を描いたホームドラマ。

## キャスト
- 夏枝（母） - 京マチ子
- 秋子（祖母） - 赤木春恵
- ふゆ（曾祖母） - 毛利菊枝
- 春美（娘） - 長谷直美
- 名古屋章
- 内田朝雄
- 加藤道子
- 佐藤允
- 加藤嘉
- 柴俊夫

## スタッフ
- 作 - 橋田壽賀子
- 演出 - 北嶋隆
- 制作 - 制作補・岡崎由紀子（小林由紀子））
- 音楽 - 広瀬量平
- 主題歌 - バズ（BUZZ）